# Ingrid Hartmann
Pour les articles homonymes, voir Hartmann.
Ingrid Hartmann, née le 23 juillet 1930 à Bad Salzuflen et morte le 9 novembre 2006 à Wiesbaden, est une kayakiste allemande pratiquant la course en ligne.

## Palmarès

### Jeux olympiques
Ingrid Hartmann participe aux Jeux olympiques une seule fois en 1960, pour l'équipe unifiée d'Allemagne.
- Jeux olympiques de 1960 à Rome :
  -  Médaille d'argent en K-2 500 m avec Therese Zenz.

### Championnats du monde
Un total de deux médailles est remporté par Ingrid Hartmann lors des Championnats du monde de course en ligne, toutes sous les couleurs de l'Allemagne de l'Ouest.
- Championnats du monde de course en ligne de canoë-kayak de 1958 à Prague :
  -  Médaille de bronze en K-2 500 m avec Therese Zenz.

- Championnats du monde de course en ligne de canoë-kayak de 1963 à Jajce :
  -  Médaille d'argent en K-4 500 m avec Roswitha Esser, Elke Felten et Annemarie Zimmermann.

### Championnats d'Europe
Un total de deux médailles est remporté par Ingrid Hartmann lors des Championnats d'Europe de course en ligne, toutes sous les couleurs de l'Allemagne de l'Ouest.
- Championnats d'Europe de course en ligne (canoë-kayak) 1957 à Gand :
  -  Médaille d'argent en K-2 500 m.

- Championnats d'Europe de course en ligne (canoë-kayak) 1959 à Duisbourg :
  -  Médaille de bronze en K-2 500 m.